# Dmitrij Sjostakovitj
Dmitrij Dmitrijevitj Sjostakovitj (russisk:  Дми́трий Дми́триевич Шостако́вич, tr. Dmítrij Dmítrijevitj Sjostakóvitj født 25. september 1906 i Sankt Petersborg, død 9. august 1975 i Moskva) var en sovjetisk komponist og pianist.
Hele Sjostakovitjs virke som komponist og musiker faldt i den sovjetiske periode. Sjostakovitj opnåede berømmelse i Sovjetunionen under protektion af den sovjetiske stabschef Mikhail Tukhatjevskij, men havde senere et komplekst og vanskeligt forhold til regeringen efter Tukhatjevskij' arrest og senere forsvindelse. Ikke desto mindre modtog han anerkendelser, blev tildelt statens hæder og sad i Russiske SFSRs øverste sovjet (1947-1962) og Sovjetunionens Øverste Sovjet (fra 1962 til sin død).
I 1936 blev Sjostakovitj første gang fordømt offentligt: det var for store opera Lady Macbeth fra Mtsensk ujezd, som to år før havde været en stor succes. I 1936 udgav han sin fjerde symfoni, som han dog hurtigt trak tilbage pga. det politiske klima. Den kom i 1946 i en revideret udgave for klaver. Symfonien blev først opført for orkester i 1961. Den 5. symfoni var mere konservativ end den 4. og blev godt modtaget.
Sjostakovitj komponerede i mange musikalske genrer. Han er nok mest kendt for sine 15 symfonier; men også hans klavermusik og hans 15 strygekvartetter har fået en fast plads på repertoiret. Desuden har han komponeret musik til en lang række film (hans romance er meget kendt og elsket) og balletter. Sjostakovitj modtog i 1973 Léonie Sonnings Musikpris.